# Hedera rhombea
Hedera rhombea là một loài thực vật có hoa trong Họ Cuồng cuồng. Loài này được Siebold & Zucc. ex Bean mô tả khoa học đầu tiên năm 1914.